# 京田村
京田村（きょうでんむら）は山形県西田川郡にあった村。現在の鶴岡市中心部の北西、大山川右岸にあたる。

## 地理
- 河川：大山川

## 歴史
- 1889年（明治22年）4月1日 - 町村制の施行により、荒井京田村、覚岸寺村、北京田村、高田村、西京田村、平京田村、中野京田村、安丹村、林崎村、豊田村、福田村の区域をもって発足。
- 1955年（昭和30年）4月1日 - 鶴岡市に編入。同日京田村廃止。

## 交通

### 鉄道路線
- 庄内交通
  - 湯野浜線
    - 京田駅 - 安丹駅

上記のほか、村域を日本国有鉄道羽越本線が通過したが、駅は所在しなかった。